# 東都のれん会
東都のれん会（とうとのれんかい）は、昭和26年（1951年）に設立された、「江戸・東京で3代、100年以上、同業で継続し、現在も盛業」の条件を満たす五十余店舗からなる会。会の名前は、江戸と東京を一語で表す「東都」と、老舗を表す「のれん」の二語から命名された。
第二次世界大戦後、戦災の荒廃から立ち直ろうとしていた時期において、江戸・東京で商売を続けてきた店主達が、古き良き伝統が失われることを危惧し、伝統の継承と発展を共に目指すことを目的として、同会を発足させた。これまで、会員相互の親睦を軸に、東京駅地下などでの協同広告の掲載、昭和44年（1969年）から継続する、日本橋三越本店における「東都のれん老舗の会」や「味と技の大江戸展」への出店等を行ってきた。
現在、新たな事業や、ホームページ、メールマガジン等を通じた広報活動を通じて、「江戸・東京」の伝統と文化の担い手の役割を果たす展開を進めている。

## 加盟店一覧
2015年6月現在の加盟店は下記の通り。★印は発会時からの加盟店。
| - いせ源 - 上野精養軒★ - かんだやぶそば★ - 駒形どぜう★ - 駒形前川★ - 笹乃雪★ - 更科堀井★ - 竹葉亭★ - ちんや - 中清★ - 明神下 神田川本店★ - 蓮玉庵★ - 鳥安★ | - 伊場仙 - うぶけや★ - 江戸屋★ - 大野屋總本店★ - 菊寿堂いせ辰 - 銀座越後屋 - 黒江屋 - 白木屋傳兵衛 - 竺仙★ - 日本橋さるや★ - 榛原 - 宮本卯之助商店 - 村田眼鏡舗 - 安田松慶堂 - 吉德 |

### 食の名物
- 天野屋
- 梅園★
- 榮太樓總本鋪★
- 神茂★
- 船橋屋★
- 木村屋総本店
- 銀座松崎煎餅★
- 言問団子★
- 秋色庵大坂家★
- 新橋玉木屋★
- 千疋屋総本店
- ちくま味噌
- 長命寺桜もち
- 豊島屋本店
- 虎屋★
- 日本橋弁松総本店★
- 人形町志乃多寿司總本店★
- にんべん★
- 梅花亭★
- 羽二重団子★
- 豆源
- やげん堀★
- 山本海苔店★
- 山本山★

## 過去の加盟店
- 海老屋總本舗★
- 翁堂★

- 銀座阿波屋
- 銀座若松★
- 胡萩堂★
- 小満津★

- 塩瀬★
- 酒悦★
- 清寿軒★

- 丹波屋★
- ちもと★
- 筑紫★
- 東作本店★

- 梅林堂★
- 橋善★
- 風月堂★

- 港屋★

- 山本屋★